# 皮齐盖托内
皮齐盖托内（義大利語：Pizzighettone），是意大利克雷莫纳省的一个市镇。总面积32平方公里，人口6743人，人口密度210.7人/平方公里（2009年）。国家统计（ISTAT）代码为019076。